# Nephele variegata
Nephele variegata är en fjärilsart som beskrevs av Butler 1875. Nephele variegata ingår i släktet Nephele och familjen svärmare. Inga underarter finns listade i Catalogue of Life.